# دیت

دیت

دیت (به انگلیسی: DEET) با فرمول شیمیایی C۱۲H۱۷NO یک ترکیب شیمیایی با شناسه پاب‌کم ۴۲۸۴ است. که جرم مولی آن ۱۹۱٫۲۷ g/mol می‌باشد. کاربرد اصلی آن در دفع حشرات است. دیت به شکل روغن تقریباً زردی است که بر روی پوست یا لباس می‌مالند تا حشرات، کک، و ... را دور نگه دارند.